# Swedish House Mafia
Swedish House Mafia (SHM) é um supergrupo sueco de house music composto por Axwell, Steve Angello e Sebastian Ingrosso. O grupo se formou oficialmente no final de 2008, alcançou a décima posição no ranking DJ Mag Top 100 de 2011 e foi considerado "o rosto do mainstream da música house progressiva", sendo creditado por "definir o tom para o boom do EDM no início dos anos 2010, mais do que qualquer outro artista na música eletrônica moderna". O trio é mais conhecido pelo sucesso "Don't You Worry Child".
Em 24 de junho de 2012, o grupo anunciou que iria se separar. A última apresentação aconteceu no Ultra Music Festival de Miami, em 24 de março de 2013. Nos cinco anos seguintes, Steve Angello seguiu carreira solo, enquanto Axwell e Ingrosso se apresentaram como a dupla Axwell & Ingrosso. Em 25 de março de 2018, o grupo se reuniu com um show surpresa no encerramento do 20º aniversário do Ultra Music Festival, em Miami. O Swedish House Mafia lançou seu primeiro álbum de estúdio, Paradise Again, em 15 de abril de 2022.

## Carreira
O site oficial apresenta os quatro artistas como parte do grupo; no entanto Sebastian Ingrosso afirmou que Eric Prydz por ter-se mudado para Londres e por seu medo de voar, já não era considerado parte da Swedish House Mafia. Entretanto o trio permanece próximo de Eric Prydz, suportando muitas das suas músicas.
Axwell, auto-proclamado patrono do grupo, disse que a formação da Swedish House Mafia ocorreu quando ele se mudou para Estocolmo e conheceu Sebastian Ingrosso bebendo. Mais tarde ele conheceu Steve Angello através do Sebastian Ingrosso, pois estes já eram amigos de infância.
"O nome é apenas um pensamento aleatório" - foi assim que Steve Angello descreveu o nome do grupo. A concepção do nome ocorreria no exterior de um 7 Eleven à noite, enquanto bebiam café. No início, Swedish House Mafia era utilizado jocosamente pelos membros, mas, devido ao sucesso que obteve em alguns fóruns na Internet, foi adotado como nome oficial.
No verão de 2009 - de 22 de Junho até 21 de Setembro - o grupo teve a sua própria festa em Ibiza, Swedish House Mafia - Dark Forest, Monday Nights@Pacha Ibiza.
Em 2010, eles entraram pela primeira vez no top da DjMag em 21º lugar; porém houve um desentendimento, devido à campanha do SHM aludindo a que se votasse em cada um dos elementos em separado. Assim ficaram Axwell em 10º, Sebastian Ingrosso em 16º e Steve Angello em 14º, surpreendendo muitos fãs que poderiam ter votado no grupo e lhe dado uma melhor posição. Em 2012 lançou-se seu segundo álbum, Until Now, fazendo o SHM cada vez mais reconhecido nas tabelas músicas ao redor do mundo.
Foi anunciada pausa das atividades do grupo ao final de 2012. A separação ocorreu formalmente no dia 24 de março de 2013 no Ultra Music Festival, em Miami, durante o último show da turnê One Last Tour. E em 2018 fecharam o Main Stage do Ultra Music Festival.
Steve Angello em Maio de 2015 na sua turné pelo Brasil, ao ser perguntado pela Revista Phouse sobre um possível retorno do SHM, foi directo e recto. “Nunca acabou. Quando nos separamos, deixamos claros que foi apenas para
testar nossos novos projetos, as ideias que estavam e estão em nossas
cabeças e não se encaixavam no Swedish House Mafia, que até hoje é algo
único e tão intenso. Talvez mais para frente quando nossos projetos
tiverem sido explorados, voltemos”.
Em 2014 Axwell e Sebastian Ingrosso iniciaram um projeto em dupla, nomeado Axwell /\ Ingrosso, no qual tocam juntos com outros DJs como Alesso, Otto Knows, Thomas Gold, Zedd e mesclam Eletro e House progressivo, além de flertarem com novos estilos.
No dia 25 de março de 2018, quando do terceiro e último dia da edição de 20 anos do Ultra Music Festival, os organizadores do evento prepararam uma surpresa aos espectadores, que dar-se-ia na última apresentação do palco principal. A surpresa foi um show de 1 hora do trio, que aproveitou a oportunidade para anunciar a volta às atividades do projeto Swedish House Mafia.

## Discografia
Álbuns de estúdio
- Paradise Again (2022)